# Franco Cobas
Franco Cobas Gonzáles (Boiro, 18 de maio de 1939) é um canoísta espanhol. Representou a Espanha nos Jogos Olímpicos de Verão de 1960.

## Biografia
Franco Cobas nasceu em Boiro, município espanhol localizado na província da Corunha, em 1939. Mudou-se para a cidade de Vigo, onde passou a dedicar-se ao esporte da canoagem, onde integrou o clube náutico do município, o Real Club Náutico de Vigo (RCN Vigo).
Nos Jogos Olímpicos de Verão de 1960, realizados na capital da Itália, Roma, integrou a delegação espanhola. Juntamente com os atletas espanhóis Armando González, Emilio García, José Méndez e Alberto Valtierra integrou a equipe de cinco atletas. Nas quartas de final, a equipe espanhola disputou uma vaga que dava acesso a semifinal ante as seis equipes que disputavam, porem não obtiveram êxito, sendo a última classificada na chave que sagrou a delegação italiana como classificada.
Posteriormente foi árbitro de remo, chegando a arbitrar nos Jogos Olímpicos de 1992, realizado em Barcelona na Espanha e nos Jogos Olímpicos de 2004, realizado em Atenas na Grécia. Em outubro de 2004, foi eleito presidente do RCN Vigo.